# Martin Luther et Thomas Münzer ou les Débuts de la comptabilité
Martin Luther et Thomas Münzer ou les Débuts de la comptabilité (titre original allemand : Martin Luther & Thomas Münzer oder Die Einführung der Buchhaltung) est une pièce de théâtre dramatique de Dieter Forte dont la première s'est déroulée en 1970.

## Résumé
Albrecht von Brandenburg achète au pape sa nomination d'archevêque de Mayence. Pour ce faire, il contracte un emprunt auprès des Fugger, qu'il souhaite rembourser au moyen d'indulgences. Lorsque l'électeur Frédéric de Saxe découvre que le prédicateur d'indulgences Tetzel vendait également des indulgences à ses sujets, il décide d'empêcher cette pratique, non pas pour des raisons religieuses, mais pour des raisons fiscales. Il envoie son secrétaire Georg Spalatin auprès de Martin Luther, qui enseigne la théologie à l’université de Wittemberg, subordonnée à Frédéric III. Spalatin encourage Luther à publier les 95 thèses contre les indulgences qu'il a déjà écrites. Mais les thèses sont déclarées hérétiques par l'Église, et, à la Diète d'Empire d'Augsbourg, le cardinal Cajetan exige que Frédéric III livre Luther à l'Église. Mais celui-ci protège Luther pour son propre intérêt financier et se déclare incompétent. Cependant l'empereur Maximilien, qui pouvait prendre des décisions sur les questions religieuses dans l'Empire, meurt peu de temps après, et les personnalités au pouvoir sont donc plus préoccupés par la question de la succession. Avec l'aide de l'argent que Jacob Fugger a collecté, le petit-fils de Maximilian, Charles Quint, est élu empereur. Après cela, la querelle continue et Luther est convoqué à la Diète à Worms, où il soutient dans un premier temps ses thèses. Mais lorsqu'il subit des pressions pour les révoquer, Frédéric III de Saxe le force à rester ferme afin de sécuriser ses finances. Sur le chemin du retour à Wittemberg, les soldats de Frédéric enferment Luther à Wartburg pour le protéger, mais aussi pour le garder sous contrôle. C'est pendant cet enfermement que Luther traduit la Bible en allemand. Pendant ce temps, ses partisans, von Karlstadt et Thomas Müntzer, se prononcent en faveur de changements sociaux de grande envergure. Peu de temps après, Luther est autorisé à retourner à Wittemberg pour contrer les idées de Karlstadt. Cependant, l'influence de Müntzer sur la population continue de croître. Il appelle les paysans à se révolter pour changer la société en utilisant la violence. Mais les soulèvements des paysans échouent et l'armée des princes l'emporte. Thomas Müntzer est capturé et décapité. À la fin de la pièce, la famille Fugger, érigée en véritable société, fait le point. Malgré la tourmente de l'époque, les Fugger ont fait des bénéfices.

## Personnages
- Luther
- Mélanchthon
- Karlstadt
- Münzer
- Frédéric de Saxe
- Le fou de Frédéric de Saxe  (un nain)
- Spalatin (un secrétaire)
- Charles Quint
- Marguerite (tante de Charles Quint)
- Gattinara (son chancelier)
- Le pape[1]
- Le cardinal légat Cajetan
- Jakob Fugger
- Schwarz, comptable de Fugger
- Albrecht de Brandebourg
- L'empereur Maximilien
- Cardinal Bibbiena
- Le diplomate Miltiz
- Rat Feilitzsch (de)
- Hutten
- Le capitaine Berlepsch
- Heinrich Pfeiffer (de)
- Érasme
- Paracelse
- Holbein
- Froben
- Plusieurs conseillers, cardinaux, princes, nobles, étudiants, des gens du peuple, etc.

## Réception et mise en scène
La première représentation de la pièce, qui n'a pas de division classique en acte, a eu lieu à Bâle en 1970 après qu'elle n'ait pas été autorisée à être créée par le Düsseldorfer Schauspielhaus. La première publication sous forme de livre date de 1971. La pièce critique vivement aussi bien Luther et la religion organisée que le capitalisme. Luther est dépeint comme un simple jouet des puissants, non de l'empereur ni du prince-électeur, mais bien par le marchand Jakob Fugger qui utilise à son tour son capital contre le peuple guidé par Thomas Müntzer.
La pièce, l'œuvre la plus connue de Dieter Forte, fût un succès mondial en son temps et a été traduite en neuf langues. En Allemagne, la pièce est reçue de manière très controversée. Alors que la gauche — en particulier le mouvement étudiant à l'époque — était enthousiaste, d'autres ont accusé le récit de falsifier l'histoire. Forte, d'autre part, a souligné qu'il avait suivi de près les sources historiques. L'historien Reinhart Koselleck a expressément rejeté cette affirmation : l'auteur n'a pas une idée adéquate de ce que devrait être l'histoire et accuse donc les personnages de son drame de « conséquences présumées de l'histoire allemande », selon laquelle « une histoire de personnalisation en dehors du réel les gens.
La pièce est jouée plusieurs fois sur les scènes théâtrales allemandes et aussi filmée pour la télévision. À partir d'une production au Schauspiel Köln en 1972, à laquelle Götz George a participé, des scènes ont été enregistrées pour la télévision. En 1983, l'année du 500e anniversaire de Martin Luther, Südwestfunk, Radio DRS Basel et Sender Freies Berlin ont produit la pièce sous forme de pièce radiophonique de 200 minutes qu'Eric Till a sorti sur CD à l'occasion de la sortie en salles du film Luther. En 1984, la Deutscher Fernsehfunk, la télévision de la RDA, a enregistré la pièce de Forte au Rostock Volkstheater, avec Uwe-Detlev Jessen dans le rôle de Martin Luther et Peter Radestock dans le rôle de Thomas Münzer. Hanns Anselm Perten a mis en scène la pièce et Michael Krull l'a réalisé pour la télévision.
À la longue, la pièce ne s'est pas imposée sur les scènes allemandes et n'est plus que rarement jouée. À Augsbourg, elle a été représentée au Théâtre d'Augsbourg à l'occasion du 500e anniversaire de la Réforme, sur une mise en scène de Maik Priebe.
Martin Luther et Thomas Münzer, ou Les Débuts de la comptabilité est le premier volet d'une trilogie de l'écrivain Dieter Forte qui traite de la relation entre la raison et la foi. La trilogie comprend également les pièces Jean Henry Dunant (1978) et Das Labyrinth der Träume ([Le Labyrinthe des rêves]) (1983).